# Château de Villevert
Le château de Villevert est situé sur la commune d'Esse, dans le Confolentais, en Charente.

## Historique
Ancienne maison forte du XVIe siècle.
Présence des comtes de Chamborant au XIXe siècle.

## Architecture
Profondément remanié.
Le château est formé d'un corps de logis à un étage, encadré de deux pavillons à deux étages prolongés par deux ailes.
La haute toiture est couverte d'ardoises, percée de quelques ouvertures à curieuse couverture pointue et d'un clocheton ajouré second empire.
La chapelle sainte Helène est de style néo-byzantin de la fin du XIXe siècle.